# Mick Mars
Robert Alan Deal (* 4. května 1951) známý jako Mick Mars, je americký hudebník, který se proslavil jako kytarista skupiny Mötley Crüe. Mick trpí Bechtěrevovou nemocí, kterou dokázal během vystoupení dokonale skrýt, diagnostikována mu byla v 17 letech. Je známý svými agresivními, melodickými sóly a bluesovými riffy

## Kariéra

### Mötley Crüe
Nikki Sixx a Tommy Lee hledali kytaristu do nově založené kapely - Mötley Crüe. Na inzerát jim odpověděl právě Mick Mars (v té době vystupoval ještě pod svým jménem – Bob Alan Deal), ten se dostal do kapely přes inzerát v L. A. novinách, kde stálo: "Hlučný, drsný, agresivní kytarista je volný". Když ho poprvé potkali, tak Nikki okamžitě poznamenal: "Nemůžu tomu uvěřit! To je další chlapík jako my!". Mick si rychle připravil věci a zahrál úvodní riff k písni Stick to Your Guns.

### Odchod z vystoupení
V říjnu 2022 skupina Mötley Crüe oznámila, že Mick se světového turné nezúčastní ze zdravotních důvodů a na turné jeho místo nahradí kytarista John 5.

### Právní problémy
V dubnu 2023 Mick zažaloval skupinu Mötley Crüe. Mickova žaloba tvrdí, že jeho spoluhráči z kapely záměrně zatajovali informace o podnikání kapely a po letech, kdy ho „napálili“ kvůli jeho živým vystoupením, se ho pokoušeli odstranit jako člena skupiny. Tvrdil, že zejména Nikki Sixx urazil jeho hru na kytaru a, že jeho kytarové party jsou na playback. Před žalobou v polovině března 2023 bubeník Carmine Appice prozradil mu Mick, že nebyl spokojený na The Stadium Tour a, že skupina v podstatě hrála všechno na playback a to se Mickovi nelíbilo. Bývalý zpěvák Crüe John Corabi poznamenal, že věří, že Mars byl vytlačen ze skupiny a stojí za Mickem.
Mick řekl: "Ti kluci do mě vráželi od roku 1987, snažili se mě nahradit, ale nedokázali to, protože jsem kytarista. Pomáhal jsem založit tuto kapelu. Je to moje jméno, které jsem vymyslel, moje nápady, moje peníze, které jsem měl od podporovatele na založení této kapely. Nikam by to nevedlo."
Mars odmítl podepsat dohodu o odstupném, která by ho zbavila těchto a dalších budoucích zájmů, výměnou za pětiprocentní podíl na turné skupiny v roce 2023, které probíhá bez něj.

### Sólové album
V únoru 2023, uprostřed kontroverzí kolem soudního sporu skupiny, Mick opět začal pracovat na debutovém sólovém albu s názvem The Other Side of Mars, které bude produkovat Cory Marks. Mick popsal album, že rockový svět čeká něco zvláštního, speciálního, skvělého a hlasitého.
Mars uvedl, že o plánech kolem sólového alba se dříve diskutovalo od roku 2014 a 31. října 2023 vyšel první singl "Loyal to the Lie". Album nakonec vyšlo 23. února 2024.

## Osobní život
Mars měl s přítelkyní a pozdější manželkou Sharon syna Les Paula a dceru Stormy, oba se narodili v 70. letech. Sharon od něj později odešla s dětmi poté, co nehoda na pracovišti způsobila, že nemohl zajistit rodinu nebo hrát na kytaru.
Mars se ženou jménem Marcia Lea Martell (rozená Tucker) zplodil dítě Erika při hraní v kapele White Horse. V jednu chvíli, se třemi dětmi a malým úspěchem jako hudebník, Marsův blahobyt utrpěl. "Byl to opravdu smutný chlap," řekl bývalý bubeník White Horse Jack Valentine.
V letech 1990 až 1994 ženatý s Emi Canyn, která byla doprovodnou zpěvačkou Mötley Crüe mezi lety 1987 a 1991.
Mars říká, že byl třikrát v životě finančně strádatelný.
Jedna byla před založením Mötley Crüe. Druhá byla první manželka a třetí byla druhá manželka. Vyčerpali mi bankovní účty. Přišel jsem o dům. Přišel jsem o auta. Přišel jsem o kytary. Přišel jsem o všechno.
V roce 2013 si vzal bývalou švýcarskou modelku Serainu Schönenberger.
Mars v současné době sídlí v Nashvillu, Tennessee se svou manželkou. Má vztah se svým synem Les Paulem, ale je odcizen od svých ostatních dětí.
Mars má devět vnoučat a nejméně jedno pravnouče, i když přesné číslo nezná.

### Zdraví
Po celou svou profesionální kariéru Mars otevřeně bojoval s Bechtěrovovou nemocí. Prozradil, že bolest začala, když mu bylo 14 let, s ostrou bolestí v horní části jeho ocasní kosti. Řádnou diagnózu dostal až ve svých 17 letech a tento stav mu po celý život způsoboval velké bolesti a stále více zhoršoval jeho pohyb. Ačkoli tento stav může být docela bolestivý, je vděčný, že nemoc zřídka postihuje ruce a nohy. To znamenalo, že jsem uměl hrát na kytaru, a to bylo nejdůležitější.
Při každém otočení těla mě začaly bolet tak kyčle, že jsem měl pocit, jako by mi někdo v kostech zapaloval ohňostroj. Neměl jsem dost peněz na to, abych navštívil lékaře, a tak jsem jen doufal, že zvládnu to, co obvykle dělám: bude to pryč, silou své mysli. Ale pořád se to zhoršovalo.
Koncem roku 2001 vedla nesnesitelná bolest způsobená nemocí k problémům se závislostí na oxycontinu, vicodinu a lortabu. Také hodně pil a bral až 45 ibuprofenů denně. Mars v tomto období jen zřídka opouštěl svůj domov nebo dokonce šel ven. "Vídal jsem na konci postele obří mimozemšťany z plazů," říká.
V průběhu let se mu nemoc zadřela a zcela ztuhla, která způsobila skoliózu v zádech a stlačila ho dolů a dopředu. Mars v roce 2013 oznámil, že má tak ztuhlý krk, že nemohl ani otočit hlavu, což mu bránilo řídit auto. Tento stav vedl k operaci náhrady kyčelního kloubu na konci roku 2004.  

Navzdory bolesti Mars odmítá použít hůl nebo invalidní vozík a říká: "Pokud se tam nedostanu sám, neudělám to." 

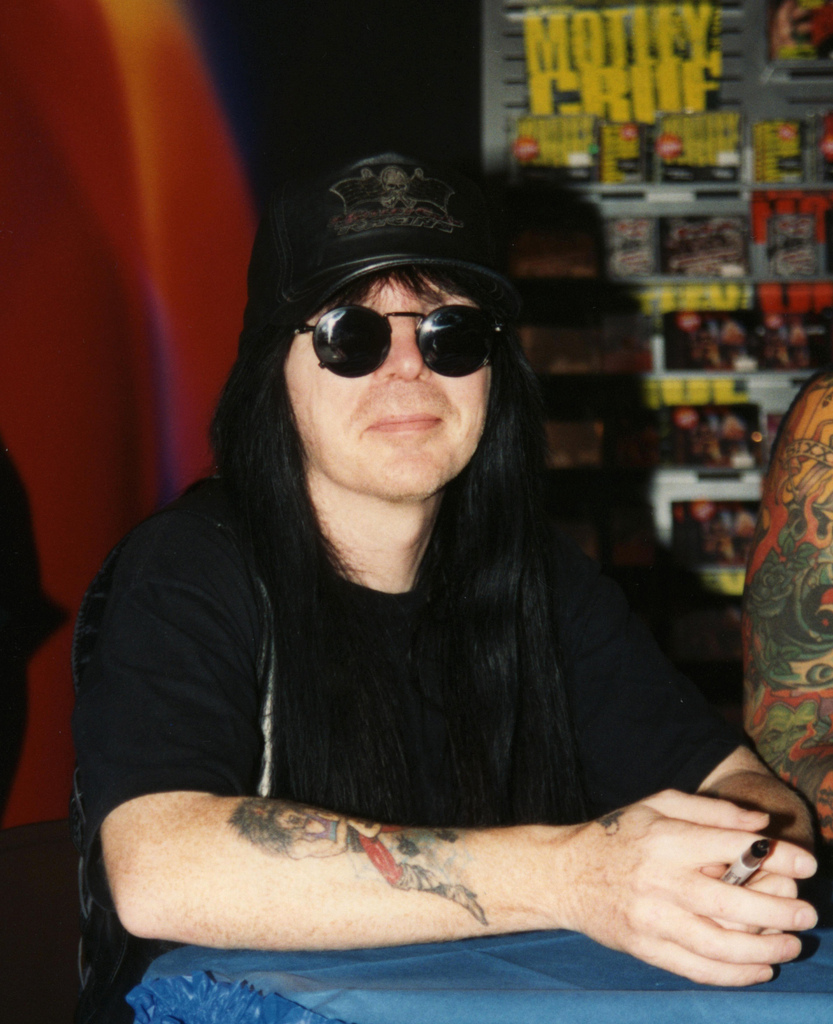
Mick Mars v 90. letech

## Diskografie

### Sólová alba
- The Other Side of Mars - 2024

### Mötley Crüe
- Too Fast For Love - 1981
- Shout at the Devil - 1983
- Theatre of Pain - 1985
- Girls, Girls, Girls - 1987
- Dr. Feelgood - 1989
- Mötley Crüe - 1994
- EP Quaternary - 1994
- Generation Swine - 1997
- New Tattoo - 2000
- Saints of Los Angeles - 2008